# Thomas Robinson (1er baron Grantham)
Pour les articles homonymes, voir Thomas Robinson.
Thomas Robinson (environ 1695 - 30 septembre 1770) est un diplomate et homme politique britannique. Il est titré baron Grantham.
Il est un fils cadet de William Robinson (1er baronnet) (1655-1736) de Newby-on-Swale, dans le Yorkshire, député de York de 1697 à 1722. Son frère aîné est le contre-amiral Tancred Robinson (3e baronnet).

## Biographie
Après avoir été étudiant du Trinity College, à Cambridge, Thomas Robinson acquiert sa première expérience diplomatique à Paris puis se rend à Vienne où il est ambassadeur d’Angleterre de 1730 à 1748. En 1741, il cherche en vain à faire la paix entre l'impératrice Marie-Thérèse et Frédéric II. En 1748, il représente son pays au congrès d'Aix-la-Chapelle. Il est fait chevalier compagnon du bain en 1742.
De retour en Angleterre, il siège au Parlement pour Christchurch de 1749 à 1761. En 1750, il est nommé au Conseil privé.

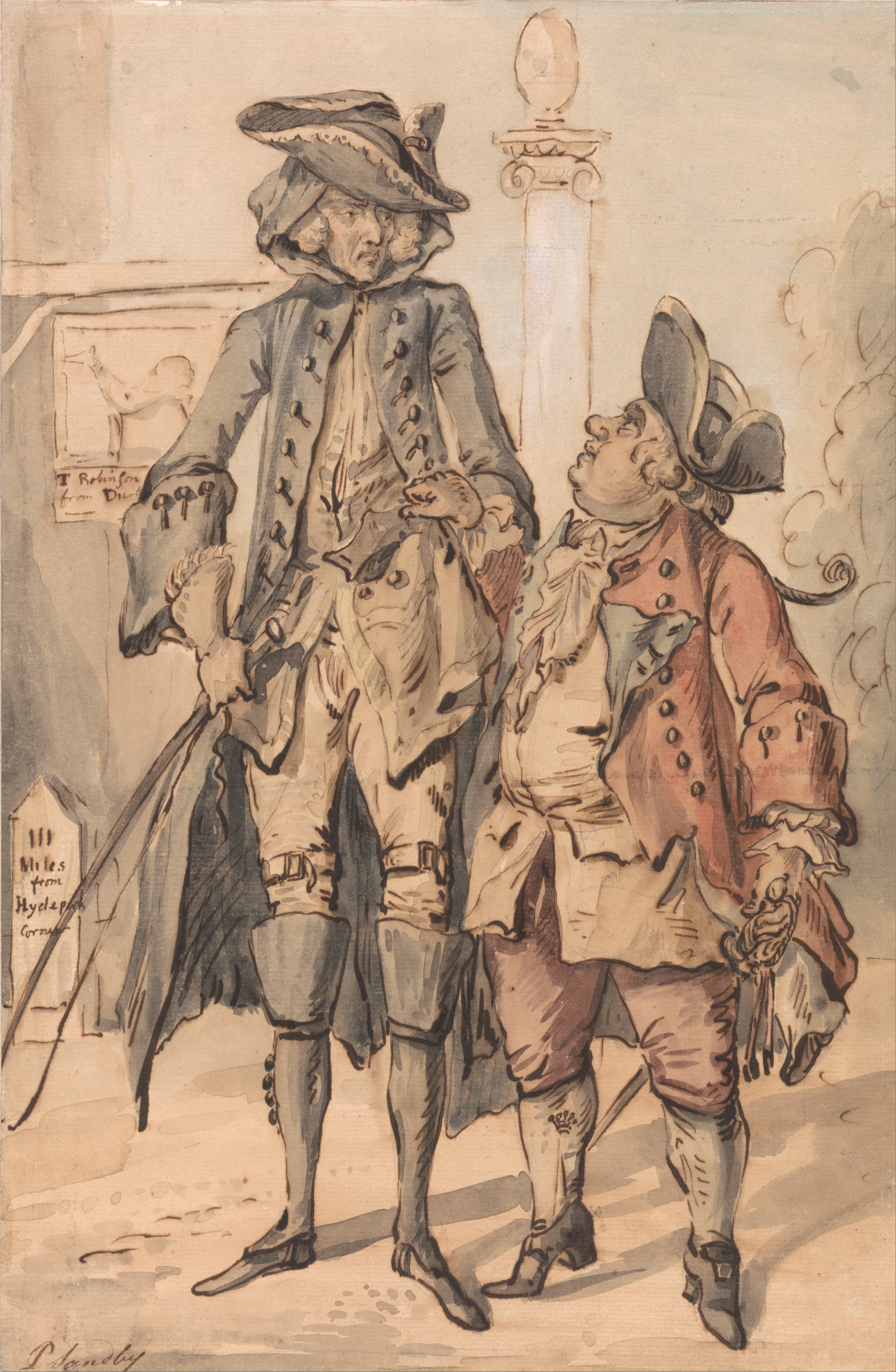
Caricature de George Bubb Dodington et Sir Thomas Robinson

En 1754, le premier ministre, le duc de Newcastle, nomme Robinson secrétaire d'État aux Affaires du Sud et Leader de la Chambre des communes. C'est à cette occasion que William Pitt l'Ancien fait cette fameuse remarque à Henry Fox : "Le duc pourrait aussi bien nous envoyer sa bottine pour nous mener." En novembre 1755, il démissionne et en avril 1761, il est créé baron Grantham.
Il est maître de la grande garde-robe de 1749 à 1754 puis de 1755 à 1760, et est nommé ministre des Postes en 1765 et 1766. Il meurt à Londres le 30 septembre 1770.
Il épouse Frances, fille de Thomas Worsley de Hovingham, le 13 juillet 1737, et ont deux fils et six filles. Il est remplacé dans la pairie par son fils aîné, Thomas Robinson (2e baron Grantham).
La ville de Grantham, dans le New Hampshire, aux États-Unis, tire son nom de Robinson.